# Мсцишув
Мсцишув (пол. Mściszów, нім. Seifersdorf) — село в Польщі, у гміні Любань Любанського повіту Нижньосілезького воєводства.
Населення — 399 осіб (2011).
У 1975-1998 роках село належало до Єленьоґурського воєводства.

## Демографія
Демографічна структура станом на 31 березня 2011 року:
|          | Загалом | Допрацездатний вік | Працездатний вік | Постпрацездатний вік |
| -------- | ------- | ------------------ | ---------------- | -------------------- |
| Чоловіки | 199     | 57                 | 135              | 7                    |
| Жінки    | 200     | 50                 | 118              | 32                   |
| Разом    | 399     | 107                | 253              | 39                   |